# 1-я Ленинградская стрелковая дивизия народного ополчения (Кировского района)
1-я Ленинградская стрелковая дивизия народного ополчения (Кировского района) — воинское соединение СССР в Великой Отечественной войне.

## История
Дивизия формировалась с первых дней войны в Ленинграде из добровольцев, 1-й стрелковый и артиллерийский полки, медсанбат были сформированы из рабочих и служащих Кировского завода, 2-й стрелковый полк сформировал коллектив Судостроительного завода имени А. А. Жданова, 3-й стрелковый полк формировался на базе торгового порта и ряда мелких предприятий Кировского района, был расформирован, личный состав передан в другие полки и заново сформирован на базе жителей Дзержинского района. Формирование дивизии в основном было закончено к 10 июля 1941 года, при том, что в состав действующей армии она была включена уже 1 июля. На 9 июля 1941 года в дивизии было 10431 человек, по штату полагалось иметь 14926 человек. Некомплект винтовок оценивался в 1000 штук.
Из политдонесения штаба дивизии от 9 июля 1941 года:

В целой группе вооружения дивизия недоснабжена. Так, по наганам потребность 1633, получено же 600. Пистолетов-пулемётов положено 1100, не получено ни одного.
Пулемётов «ДП» должно быть 375, получено только 160, при этом только 60 являются годными, а остальные без мушки и сошек.
Станковых пулемётов положено 61, фактически же получено 58, при этом некоторые требуют ремонта. Пулемётов «Максим» с оптическим прицелом полагается 180, на самом деле ни одного не получено.
Комплект зенитных пулемётов — положено 18 шт., однако ни одного не получено.
Тяжёлых пулемётов на универсальном станке положено 9 шт., но ни одного не получено. Запчастей ЗИП не дано, как-то: весов, безменов и др.
Миномёты 82-мм — получено 8 шт. вместо 54, при этом 2 миномёта оказались без прицела. 120-мм миномётов должно по штату быть 12, получено же 4 шт., но к ним ни вьюков, ни повозок. Если же возить конной тягой, то нет амуниции.
В отношении оптики — из положенных к получению 465 биноклей получено лишь 250. Буссолями удовлетворены только на 50 %. Отсутствует 28 наименований разных приборов и оптики.
Артполк укомплектован разными калибрами, что создаёт затруднения в боепитании. Нет противотанковых гранат.
Получено 300 ракет, но пистолетов к ним нет.
— Архивные материалы
В целом, к началу боёв дивизия испытывала большой некомплект во всём, от сапёрных лопат, до средств транспорта, так из полагающихся 2282 лошадей в наличии не было ни одной.
В составе действующей армии с 1 июля 1941 по 29 сентября 1941 года.
10 июля 1941 года дивизия выехала из Ленинграда, 11 июля 1941 года дивизия начала выгрузку в Батецкой и заняла оборону на Лужском оборонительном рубеже. В момент разгрузки попала под массированный авианалёт в Батецкой и понесла первые потери. 1-й стрелковый полк занял позиции в полукилометре от станции Передольская, вдоль шоссейной дороги. К 13 июля 1941 года дивизия полностью прибыла на Лужский рубеж и заняла оборону в его восточном секторе в районе Батецкой. В бои вступила 26 июля 1941 года по линии населённых пунктов Раглицы — Голубково — Югостицы с авангардами 56-го моторизованного корпуса.
С 27 июля 1941 года ведёт бои в районе реки Мшага, разъезда Кчеры, имея соседом 237-ю стрелковую дивизию.
С 10 августа 1941 года в полосе действия дивизии развязались ожесточённые бои, связанные с возобновлением наступления немецких войск, 11 августа 1941 года ведёт оборонительные бои у деревень Большие и Малые Угороды, Сосенка по дороге на Лугу. Однако 12 августа на южном фланге Лужского рубежа два армейских корпуса 16-й армии генерала Буша и приданная им дивизия СС «Мёртвая голова» после трёхдневного сражения протаранили в районе Шимска оборону вновь сформированной 48-й армии и устремились к Новгороду. Советские части, дезорганизованные ударами 8-го авиакорпуса Люфтваффе и понёсшие большие потери, начали отход на север и позднее были переданы в состав Северного фронта. Все попытки генерал-лейтенанта Акимова организовать силами 70-й, 237-й стрелковых дивизий и 1-й дивизии народного ополчения контрудар от Батецкой во фланг немцам провалились. 13 августа 1941 года позиции дивизии были прорваны, дивизия начинает отход, практически попадает в окружение.
3-й стрелковый полк отошёл на Чащу, соединился с отходившими частями 70-й и 237-й стрелковых дивизий и в дальнейшем действовал отдельно. Некоторая часть 1-го и 2-го полков отошли к деревне Кремено и также действовали отдельно. Основные силы дивизии со штабом под командованием начальника штаба сосредоточились к 18 августа 1941 года в районе станции Оредеж, Торковичи, Петрушина Гора, где вошла в боевую группу полковника Родина. Дивизия к этому моменту потеряла три четверти своего состава, всю артиллерию и почти все боеприпасы, было произведено переформирование дивизии, которая заняла позиции южнее станции Оредеж, у озера Белое, удерживает их до 21 августа 1941 года, затем была вынуждена отступить, до 24 августа 1941 года ведёт бои за возвращение позиций по реке Оредеж.
С 27 августа 1941 года по 11 сентября 1941 года остатки дивизии с боями выходят из кольца окружения на север, в район Пушкина, по маршруту по берегу реки Оредеж в направлении Баньково-Гобжицы (на запад к Толмачёво), далее повернула на Пёлково, Далёково, Ящеры, южнее Вырицы, станции Слудицы и далее, прорываясь из окружения, выходила в район Пушкина. К 11 сентября 1941 года небольшие остатки основных сил дивизии вместе с воинами 237-й стрелковой дивизии вышли из окружения в район Пушкина, сведены в боевой отряд и выдвинуты на юго-западную окраину Екатерининского парка и на станцию Александровская.
3-й стрелковый полк вышел из окружения в районе станции Батецкая и 29 августа 1941 года получил боевой приказ спешно выдвинуться к станции Мга, ведёт бои в районе разъезда Стекольный до подхода батальона 402-го стрелкового полка. К 30 августа 1941 года эшелоном переброшен на платформу Сапёрная, а затем и вовсе был переброшен на Карельский перешеек где занял оборону по линии деревня Медный Завод — станция Белоостров. 3 сентября 1941 года полк был подчинён 291-й стрелковой дивизии.
Остатки 1-го и 2-го стрелковых полков, те, что ещё в середине августа 1941 года были отрезаны от основных сил, к 2 сентября 1941 года вышли из окружения, были наскоро пополнены и сформированы, объединены во 2-й стрелковый полк и оперативно подчинены 3-й гвардейской ополченческой дивизии (17 сентября 1941 года был включён в состав дивизии).
29 сентября 1941 года дивизия была расформирована.

## Состав
- 1-й стрелковый полк
- 2-й стрелковый полк
- 3-й стрелковый полк
- артиллерийский полк
- разведывательный батальон
- сапёрный батальон
- отдельный батальон связи
- медико-санитарный батальон
- автотранспортная рота
- полевая хлебопекарня
- полевая почтовая станция
- полевая касса Госбанка

## Подчинение
| Дата            | Фронт (округ)         | Армия                                     | Корпус | Примечания                                                                      |
| --------------- | --------------------- | ----------------------------------------- | ------ | ------------------------------------------------------------------------------- |
| 01.07.1941 года | Северный фронт        | -                                         | -      | -                                                                               |
| 10.07.1941 года | Северный фронт        | Лужская оперативная группа                | -      | -                                                                               |
| 01.08.1941 года | Северо-Западный фронт | Новгородская армейская оперативная группа | -      | -                                                                               |
| 01.09.1941 года | Ленинградский фронт   | 55-я армия                                | -      | кроме 3-го стрелкового полка, находящегося в непосредственном подчинении фронта |

## Командиры
- Малинников, Владимир Александрович, комбриг — (01.07.1941 — 30.08.1941)
- Некрасов, Михаил Яковлевич, капитан — (06.09.1941 — 27.09.1941)

## Известные люди
- Мительман, Мордух Израилевич, старший политрук — советский историк, журналист.
- Черкасов, Михаил Васильевич (1899-1972) — советский военный (майор), руководитель Ленинградского областного управления гидрометеорологической службы, участник Гражданской и Великой Отечественной войн, организатор подполья в концлагере Шталаг 304.